# Metatitan
Metatitan — викопний рід непарнокопитних ссавців вимерлої родини бронтотерієвих (Brontotheriidae), що існував у кінці еоцену (38-34 млн років тому). Викопні зразки представників роду знайдені на півночі Китаю та у Монголії.

## Опис
Досить великі бронтотерії, за розміром порівняні з сучасними носорогами. Досить масивна тварина з короткою шиєю. Тіло завдовжки близько 3 м, висота в холці — 1,5 м, довжина шиї — 0,37 м, довжина передніх ніг — 1,2 м, довжина задніх ніг — 1,4 м.
Череп великий, мезоцефальний і суббрахіцефальний, сідлоподібно увігнутий в лобній ділянці, з щільно розташованими лобно-носовими «рогами», що знаходяться високо над очними орбітами. Носовий виріст відходить від черепа під кутом близько 45°. Виріст відносно широкий і не сильно закруглений спереду. У Metatitan відомий майже повний посткраніальний скелет, що є рідкістю для азійських бронтотеріїв. В цілому скелет середньоважкого типу будови з відносно короткими кінцівками. За будовою скелета рід займає проміжне положення між стрункішим рухомим Protitan і повільним масивним Embolotherium.

## Спосіб життя
Metatitan, швидше за все, мешкали у порослих чагарником вологих долинах річок і болотистих місцевостях, де ці тварини знаходили свою їжу — м'які частини рослин.

## Оригінальна публікація
- W. Granger and W. K. Gregory. 1943. A revision of the Mongolian titanotheres. Bulletin of the American Museum of Natural History 80(10):349-389